# بوصلة سياسية
البوصلة السياسية هو موقع إلكتروني يستخدم الردود على مجموعة من 62 مقترحًا لتصنيف الأيديولوجية السياسية في طيف سياسي مع محورين: السياسة الاقتصادية (يسارية- يمينية) والاجتماعية (السلطوية- الليبرتارية).

## الموقع الإلكتروني
لا يكشف الموقع الإلكتروني عن الأشخاص المسؤولين عنه، بخلاف حقيقة أن مقره يبدو في المملكة المتحدة. في أسفل أي صفحة على الموقع الإلكتروني، يُنَص على أن حقوق طبع ونشر «البوصلة السياسية»، والتي يُدّعى بأنها علامة تجارية، تعود إلى منظمة تُدعى بّيس نيوز ليميتد. تُعد بّيس نيوز ليميتد شركة مُسَجلة في نيوزيلندا ومديرها هو الصحفي السياسي واين بريتندين. وفقًا لصحيفة نيويورك تايمز، فإن الموقع من صنع بريتندين. ووفقًا لتوم أوتلي، عندما كتب في صحيفة ديلي تلغراف، فإن الموقع مرتبط بوَن وورلد أكشن، وهي جمعية خيرية أسسها غلينيس كينوك. نُشرت نسخة مبكرة من الموقع على أحد خوادم موقع وَن وورلد أكشن الإلكترونية.

## النموذج السياسي
تتمثل النظرية الكامنة وراء النموذج السياسي الذي يستخدمه موقع «البوصلة السياسية» بأن الأيديولوجية السياسية قد تُقاس بصورة أفضل على محورين منفصلين ومستقلين. يقيس المحور الاقتصادي (اليسارية- اليمينية) رأي المرء حول كيفية إدارة الاقتصاد: تُعرّف «اليسارية» بأنها الرغبة في أن يُدار الاقتصاد من قِبل وكالة تعاونية جماعية (والتي يمكن أن تعني الدولة، ولكن قد تعني أيضًا شبكة من الكميونات) بينما تُعرّف «اليمينية» بأنها الرغبة في ترك الاقتصاد بإدارة أجهزة الأفراد والمنظمات المتنافسة. أمّا المحور الآخر (السلطوية- الليبرتارية) فيقيس آراء الفرد السياسية بمعناها الاجتماعي، بخصوص مقدار الحرية الشخصية التي يسمح بها الشخص: تُعرّف «الليبرتارية» بأنها الاعتقاد بأنه ينبغي تعظيم الحرية الشخصية إلى أقصى حد، بينما تُعرّف «السلطوية» على أنها الاعتقاد بوجوب إطاعة السلطة.
هناك العديد من النماذج متعددة المحاور الأخرى للفكر السياسي، ويقوم بعضها على محاور مماثلة لتلك التي في «البوصلة السياسية». ظهر مخطط مماثل في عام 1970 في كتاب بوابات من الفوضى للمؤلفين ألبرت ميلتزر وستيوارت كريستي وفي عام 1968 في مجلة رامبارت للفكر الفردي لموريس سي. برايسون وويليام آر. مكديل. تشابه مخططات ميلتزر وكريستي وبرايسون ومكديل تقريبًا مخطط نولان، ولكن بتغيير التسمية وتبقى البوصلة السياسية هي نفسها، لكنها مقلوبة ومُدارة بزاوية 45 درجة عكس اتجاه عقارب الساعة.
لا يوضح الموقع الإلكتروني نظام التقدير الخاص به. انتقد عدد من الكُتاب، بما في ذلك توم أوتلي وبراين باتريك ميتشيل، صلاحية الموقع.